# David Canabarro
David José Martins, conhecido como David Canabarro e também chamado de General Canabarro (Taquari, 22 de agosto de 1796 — Santana do Livramento, 12 de abril de 1867) foi um militar brasileiro e um dos líderes da Revolução Farroupilha.

## Família
Descendente de açorianos, neto de José Martins Faleiros e Jacinta Rosa, naturais da Ilha Terceira. Instalados em Porto Alegre, aí lhes nascia o filho homem que seria José Martins Coelho. Dona Mariana Inácia de Jesus, natural da Ilha de Santa Catarina, que, com seus pais Manuel Teodósio Ferreira e Perpétua de Jesus, se instalaria em Bom Jesus do Triunfo pelo ano de 1778, aí conheceu o futuro marido, José Martins Coelho que com a família também para ali se havia transferido.
Casados, mudaram-se logo para Taquari onde lhes nasceu, a 22 de agosto de 1796, o menino David José, no lugar denominado Pinheiros, uma légua além da freguesia-sede, em terrenos que adquirira José Martins Coelho, fundando uma estância.
O nome Canabarro foi adicionado mais tarde, vindo de seu avô, Manuel Teodósio Ferreira, que havia recebido o apelido do marquês do Alegrete e o adicionado ao seu nome.

## Início da carreira militar

### Campanhas contra Artigas
David José Martins — futuramente, David Canabarro — iniciou sua vida de militar na Primeira campanha cisplatina de 1811–1812. Para essa campanha deveria seguir o irmão mais velho, Silvério, já então com 18 anos. Entretanto, auxiliar precioso do pai nas lides campeiras, iria fazer muita falta. E David, contando quinze anos de idade, reconhecendo o fato, solicitou ao pai licença para seguir em lugar do irmão.
Patriota, José Martins Coelho não hesitou, e  se apresentou às forças de Dom Diogo de Sousa, conde de Rio Pardo. Terminada a campanha, promovido a alferes, regressa ao lar, mas em seguida volta para combater na Guerra contra Artigas (1816/1820).

### Guerra da Cisplatina
Anos mais tarde é tenente das forças de Bento Gonçalves na Guerra da Cisplatina de 1825–1828, que culminou com o tratado de paz de agosto de 1828 e a independência do Uruguai. Lá, teve papel preponderante na batalha de Rincón de las Gallinas, salvando o exército brasileiro de completo desbarato (24 de setembro de 1825), o que lhe valeu os galões de tenente efetivo do Exército Nacional. Na 21ª Brigada de Cavalaria Ligeira comandada por Bento Gonçalves, ainda na Guerra da Cisplatina,  assistiu à indecisa batalha do Passo do Rosário, obrando prodígios de valor e de audácia.
Cessada a guerra, volta ao lar, à vida do campo, mas desta vez associado ao tio Antônio Ferreira Canabarro, na estância fronteiriça de Santana do Livramento. Por volta de 1836, adota o nome David Canabarro por insistência de seu tio. Como sugere o historiador santanense Ivo Caggiani: tudo leva a crer que alguma ligação deva ter com os machados e os ferreiras de Vila Pouca de Aguiar. Em consequência os descendentes dos nobres canavarros de Portugal devem ser os Canabarros do Brasil.

## Guerra dos Farrapos
Na Revolução Farroupilha ou Guerra dos Farrapos, inicialmente conservou-se indiferente aos acontecimentos políticos. Tendo a ela se juntado tardiamente. Iniciou como tenente, mas rapidamente galgou postos, assumiu o comando em junho de 1843, quando o antigo chefe, Bento Gonçalves, para evitar a cisão entre os republicanos, desligou-se do comando e passou a servir sob as ordens do próprio Canabarro.
Sua única derrota em toda a guerra, foi na Batalha de Porongos, onde "relaxado" pelas negociações de paz que empreendia com o Barão de Caxias, ou de comum acordo com os imperiais, traiu sua tropa massacrada, inclusive os Lanceiros Negros.
A Batalha dos Porongos deu origem a uma discussão histórica em torno de David Canabarro. Em 1844, os negros farrapos representavam quase metade do contingente rebelde farroupilha. Neste mesmo ano, em busca da paz, Caxias teria negociado com o general David Canabarro o extermínio dos soldados negros numa batalha arranjada, a “Surpresa dos Porongos” em 14 de novembro de 1844. Como seria de se esperar a qualquer emboscada, mesmo sendo valorosos infantes, lanceiros e cavaleiros negros do pampa farroupilha, tendo sido pegos de surpresa, e ainda desarmados, foram derrotados pelas tropas imperiais (LEITMAN, 1997, p. 75).
Enquanto negociava a paz com os imperiais, Canabarro recebeu uma proposta de Juan Manuel de Rosas, governante argentino, que pretendia ampliar a fronteiras de seu país. Em troca da colaboração farroupilha, ele receberia ajuda argentina para continuar a batalha contra o império. Canabarro respondeu através de carta, onde afirmava sua fidelidade ao país, mesmo que este fosse monarquista e ele republicano.
Como chefe dos revoltosos, aceitou a anistia oferecida pelo governo em 18 de dezembro de 1844, através do Duque de Caxias, chamado O pacificador.  Encerradas as negociações em 25 de fevereiro de 1845, ficou estabelecido no Tratado de Poncho Verde que os republicanos indicariam o próximo presidente da província, o governo imperial responderia pela dívida pública do governo republicano, os oficiais do exército rebelde que desejassem passariam ao exército imperial com os mesmos postos (exceto generais), os que foram presos durante a revolução seriam liberados e garantiu a abolição da escravatura de todos os escravos que lutaram na revolução.

## No Exército Brasileiro
No exército brasileiro lutou na Campanha do Uruguai, na Guerra do Prata onde combateu com o título de coronel. Lutou ainda na Guerra contra Aguirre, recebendo o título de general-honorário, título com o qual combateu os invasores na Guerra do Paraguai.

## Representações na cultura
David Canabarro já foi retratado como personagem no cinema e na televisão, tendo sido interpretado por Milton Mattos no filme Netto Perde Sua Alma (2001) e por Oscar Simch na minissérie A Casa das Sete Mulheres (2003). Na literatura brasileira, foi retratado no romance Anita, de Flávio Aguiar, que recebeu o Prêmio Jabuti da Câmara Brasileira do Livro em 2000.

## Homenagens

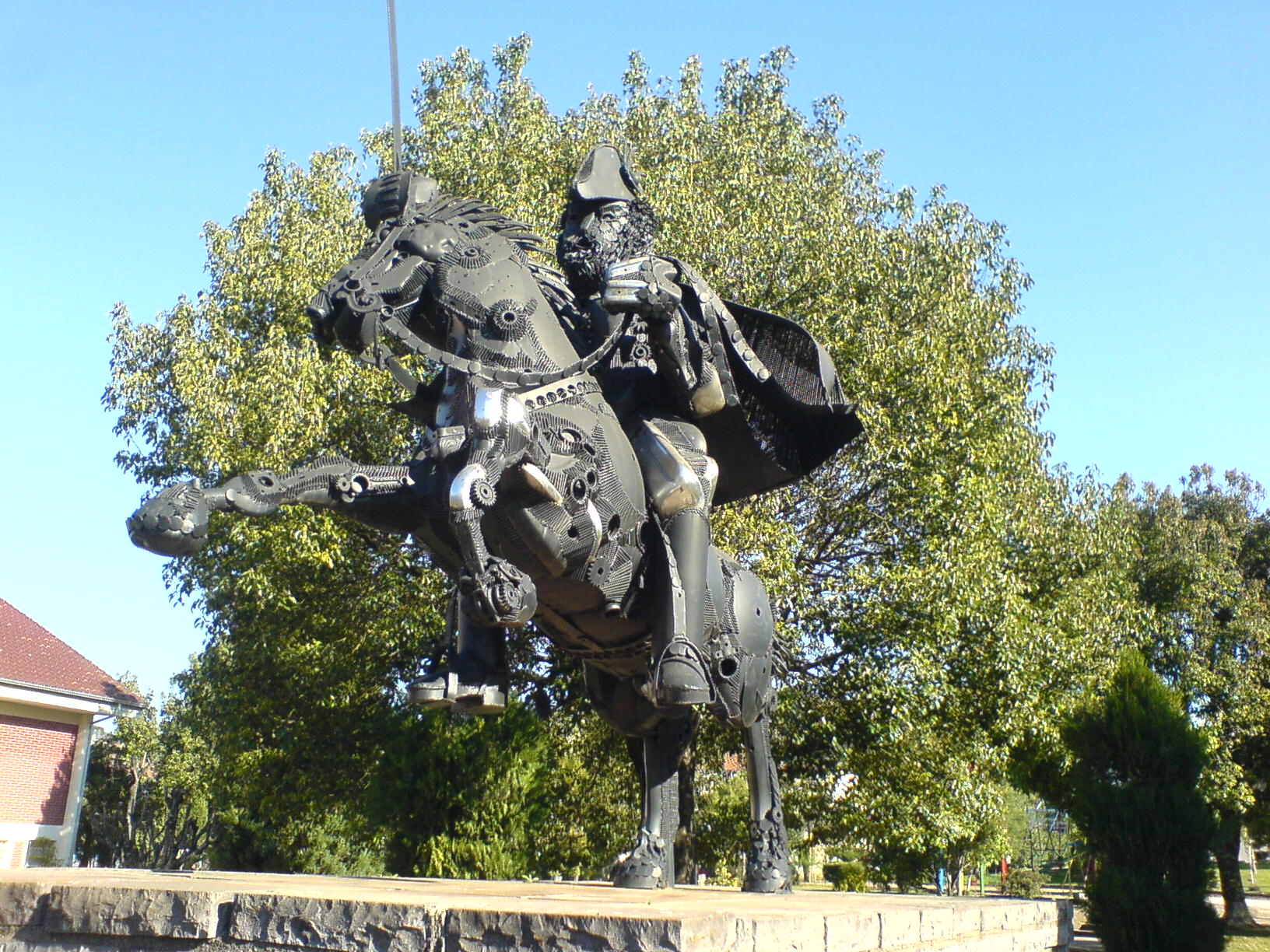
Estátua em homenagem à David Canabarro na cidade que leva o seu nome

### Escolas
| Cidade               | Nome da Escola                                           |
| -------------------- | -------------------------------------------------------- |
| Teutônia (RS)        | Instituto de Educação Cenecista General Canabarro        |
| David Canabarro (RS) | ECEG Escola Cenecista de 1º e 2º Graus General Canabarro |

### Logradouros
Na região central da cidade de Porto Alegre, há a Rua General Canabarro homenageando o militar gaúcho.
Na cidade do Rio de Janeiro, no estado do Rio de Janeiro, também há uma rua em homenagem ao militar brasileiro. Rua General Canabarro, que localiza-se em frente ao Colégio Militar do Rio de Janeiro, tradicional estabelecimento de ensino e na esquina da Rua São Franscisco Xavier, no bairro do Maracanã.
Na cidade de Uberlândia, no estado de Minas Gerais, existe também uma rua por nome de David Canabarro que se estende entre os bairros Nossa Senhora das Graças, Marta Helena e Umuarama.
Na cidade de Duque de Caxias, na Baixada Fluminense, há, também, uma rua denomina General Canabarro, no bairro Jardim Vinte e Cinco de Agosto.